# 阿内塔·科涅奇纳
阿内塔·科涅奇纳（波蘭語：Aneta Konieczna，1978年5月11日—），旧姓帕斯图什卡（Pastuszka），波兰女子皮划艇运动员。她曾代表波兰参加1996年、2000年、2004年、2008年和2012年夏季奥林匹克运动会皮划艇比赛，获得一枚银牌和二枚铜牌。